# 坦佩和约
坦佩和约是罗马共和国与马其顿王国在公元前196年签订的和约，旨在结束于公元前200年至公元前196年发生的第二次马其顿战争。

## 战争
公元前197年，罗马共和国在关键的庫諾斯克法萊戰役中取得胜利，提圖斯·昆克蒂烏斯·弗拉米寧所率領的羅馬聯軍擊敗了馬其頓国王腓力五世。馬其頓軍此戰陣亡至少8,000名士兵，並有5,000名被俘。

## 和约签订及内容
战后双方于公元前196年在坦佩谷进行和谈。腓力五世同意把馬其頓駐軍從所有希臘城邦撤離，並且放棄所有最近征服的色雷斯和小亞細亞領土。會中埃托利亞同盟要求從馬其頓王国獲得領土，但這事遭到弗拉米寧否決。當和约條款最终送到羅馬確定批准時，羅馬元老院再增加了額外的條款：馬其頓方面需付出1000塔蘭同的白銀作为賠款并解散艦隊和大部分陸軍，以及将腓力五世的兒子送到羅馬作為人質。